# TuS Einswarden
Der TuS Einswarden war ein Sportverein aus Nordenham im Landkreis Wesermarsch. Die erste Fußballmannschaft spielte ein Jahr in der höchsten Amateurliga Niedersachsens.

## Geschichte
Der Verein entstand im Jahre 1921 als Abspaltung vom Verein Vorwärts Einswarden. Die Fußballmannschaft nahm am Spielbetrieb des Arbeiter-Turn- und Sportbundes (ATSB) teil. Nach der Machtübernahme der Nationalsozialisten im Jahre 1921 wurde der TuS Einswarden verboten. Die Mitglieder schlossen sich dem Blexer Turnerbund an. Ab Ende 1944 wurde eine Kriegsspielgemeinschaft mit dem SC Nordenham gebildet. Nach dem Ende des Zweiten Weltkrieges wurde der TuS Einswarden neu gegründet. Im Jahre 1994 fusionierte der TuS Einswarden mit der Fußballabteilung des SV Nordenham zum 1. FC Nordenham, nachdem der Verein auch mit dem TSV Abbehausen über eine Fusion verhandelte.
Als Meister der Bezirksklasse Oldenburg-Nord stieg der TuS im Jahre 1947 in die damals zweitklassige Landesliga Weser/Ems auf, musste aber nach einem Jahr als Vorletzter wieder absteigen. Im Jahre 1950 stieg die Mannschaft in die drittklassige Amateurliga 1 auf und wurde dort zu einer Spitzenmannschaft. Im Jahre 1958 wurde der TuS Vizemeister hinter Frisia Wilhelmshaven und feierte ein Jahr später die Meisterschaft. In der Aufstiegsrunde zur Amateuroberliga Niedersachsen scheiterte die Mannschaft jedoch am ESV Eintracht Cuxhaven, den Amateuren von Hannover 96 sowie dem TuS Haste 01. 1964 qualifizierten sich die Einswarder für die neu geschaffene Verbandsliga Nord. Da gleich drei Mannschaften aus der Region in die Verbandsliga Nord abstiegen musste der TuS als Drittletzter absteigen. Nach dem direkten Wiederaufstieg wurde die Mannschaft auf Anhieb Meister, scheiterte aber in der Aufstiegsrunde zur Landesliga Niedersachsen an den Amateuren des VfL Osnabrück und Niedersachsen Döhren. Im Jahre 1973 stieg der TuS aus der Verbandsliga ab und kam nie wieder über die Bezirksebene hinaus.

## Nachfolgeverein
Am 9. September 2019 wurde in gleichnamiger Nachfolgeverein gegründet. Die erste Mannschaft stieg im Jahre 2022 in die 2. Kreisklasse Jade-Weser-Hunte auf. Drei Jahre später folgte der Aufstieg in die 1. Kreisklasse.

## Persönlichkeiten
- Günter Diekmann – OSC Bremerhaven, SG Union Solingen
- Peter Schultze – OSC Bremerhaven, VfB Oldenburg, 1. FC Saarbrücken